# 32564 Ґласс
32564 Ґласс (32564 Glass) — астероїд головного поясу, відкритий 20 серпня 2001 року.
Тіссеранів параметр щодо Юпітера — 3,351.